# Joey + Rory
Joey + Rory — американская кантри-группа. Она состояла из супругов: жены Джоуи Мартин Фик (умерла 4 марта 2016) (основной вокал) и мужа Рори Ли Фик (гитара, бэк-вокал).

## История
Ещё до образования в 2008 году дуэта, Рори Ли Фик (Rory Lee Feek) работал в качестве автора в Нэшвилле и был одним из создателей в 2004 году кантри-хита № 1 Some Beach для певца Блейка Шелтона. Рори Ли Фик родился 25 апреля 1965 года в штате Канзас. В 2002 году он женился на Джоуи Мартин Фик, с которой в 2008 году образовал кантри-дуэт. 17 февраля 2014 года у них родилась дочь Indiana Boon. Позднее в 2014 году у Джои был обнаружен рак шейки матки в последней стадии развития, что привело к окончанию активной деятельности дуэта. В октябре 2015 года лечение было приостановлено. С ноября 2015 года Джои Мартин Фик находилась в хосписе. Позднее она сообщила, что желает перед смертью встретить очередной день рождения своей дочери, родившейся с синдромом Дауна.
4 марта 2016 года 40-летняя Джоуи скончалась.

## Дискография

### Студийные альбомы
| The Life of a Song                                   | - Дата релиза: 28 октября 2008 - Лейбл: Vanguard/Sugar Hill Records - Форматы: CD, music download                                  | 10 | 61  | —  | — | —  |              |
| Album Number Two                                     | - Дата релиза: 14 сентября 2010 - Лейбл: Vanguard/Sugar Hill Records - Форматы: CD, vinyl LP, music download                       | 9  | 60  | 11 | — | —  |              |
| His and Hers                                         | - Дата релиза: 31 июля 2012 - Лейбл: Vanguard/Sugar Hill Records - Форматы: CD, music download                                     | 24 | 112 | 19 | — | —  |              |
| Inspired: Songs of Faith & Family                    | - Дата релиза: 16 июля 2013 - Лейбл: Gaither Music Group - Форматы: CD, music download                                             | 27 | 166 | —  | 6 | —  | - US: 45,000 |
| Made to Last                                         | - Дата релиза: 8 октября 2013 - Лейбл: Farmhouse Recordings - Форматы: CD, music download                                          | 44 | —   | —  | — | —  |              |
| Country Classics: A Tapestry of Our Musical Heritage | - Дата релиза: май 2014 (Cracker Barrel) 27 октября 2014 (wide release) - Лейбл: Gaither Music Group - Форматы: CD, music download | 33 | —   | —  | — | —  | - US: 25,900 |
| Hymns That Are Important to Us                       | - Дата релиза: 12 февраля 2016 - Лейбл: Gaither Music Group - Форматы: CD, music download                                          | 1  | 4   | —  | 1 | 59 | - US: 68,000 |
| "—" релиз не попал в чарт                            | |    |     |    |   |    |              |

## Награды и номинации
| Год  | Премия                             | Категория                                                                          | Итог      |
| ---- | ---------------------------------- | ---------------------------------------------------------------------------------- | --------- |
| 2009 | Academy of Country Music Awards    | Top Vocal Duo                                                                      | Номинация |
| 2009 | Country Music Association Awards   | Vocal Duo of the Year                                                              | Номинация |
| 2010 | Academy of Country Music Awards    | Top New Vocal Duo of the Year                                                      | Победа    |
| 2010 | Academy of Country Music Awards    | Top Vocal Duo of the Year                                                          | Номинация |
| 2010 | Academy of Country Music Awards    | Top New Artist                                                                     | Номинация |
| 2010 | Country Music Association Awards   | Vocal Duo of the Year                                                              | Номинация |
| 2011 | Academy of Country Music Awards    | Top Vocal Duo of the Year                                                          | Номинация |
| 2011 | Inspirational Country Music Awards | Vocal Duo                                                                          | Победа    |
| 2011 | Inspirational Country Music Awards | Mainstream Inspirational Country Song — «That’s Important to Me»                   | Номинация |
| 2011 | Inspirational Country Music Awards | Mainstream Country Artist                                                          | Номинация |
| 2016 | Grammy Awards                      | Премия «Грэмми» за лучшее кантри-исполнение дуэтом или группой — «If I Needed You» | Номинация |
| 2016 | Academy of Country Music Awards    | Vocal Duo of the Year                                                              | Номинация |
| 2017 | Grammy Awards                      | Best Roots Gospel Album — «Hymns That Are Important To Us»                         | Победа    |